# Usora (Zenica-Doboj)
Pour les articles homonymes, voir Usora.
Usora (en cyrillique : Усора) est une municipalité de Bosnie-Herzégovine située dans le canton de Zenica-Doboj et dans la fédération de Bosnie-et-Herzégovine. Selon les premiers résultats du recensement bosnien de 2013, elle compte 7 568 habitants.
La municipalité doit son nom à la rivière Usora, un affluent gauche de la Bosna. Son centre administratif est le village de Sivša.

## Histoire
La municipalité d'Usora a été créée après la guerre de Bosnie-Herzégovine à partir de territoires prélevés sur les municipalités de Doboj et de Tešanj.

## Localités

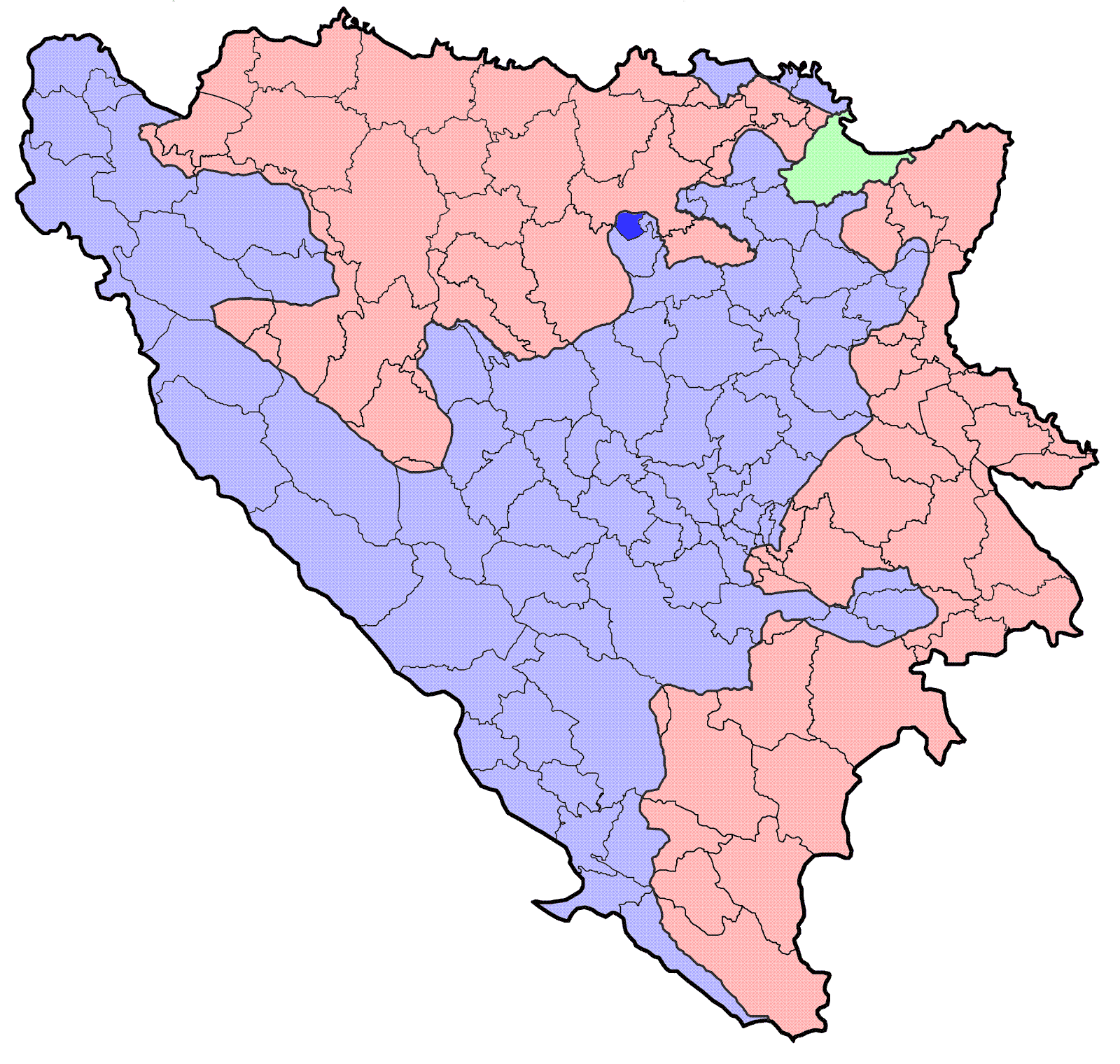
Localisation de la municipalité d'Usora en Bosnie-Herzégovine

La municipalité d'Usora compte 13 localités :
- Alibegovci
- Bejići
- Kraševo
- Lončari
- Makljenovac
- Miljanovci
- Novi Miljanovci
- Omanjska
- Sivša
- Srednja Omanjska
- Tešanjka
- Ularice
- Žabljak

## Politique
À la suite des élections locales de 2012, les 13 sièges de l'assemblée municipale se répartissaient de la manière suivante :
| Parti                                                                              | Sièges |
| ---------------------------------------------------------------------------------- | ------ |
| Parti populaire pour l'amélioration par le travail (Za boljitak)                   | 4      |
| Union démocratique croate 1990 (HDZ 1990)                                          | 3      |
| Union démocratique croate de Bosnie-Herzégovine (HDZ BiH)                          | 2      |
| Parti croate du Droit de Bosnie-Herzégovine (HSP BiH)                              | 2      |
| Parti paysan croate de Bosnie-Herzégovine (HSS) - Nouvelle initiative croate (NIH) | 1      |
| Parti social-démocrate (SDP)                                                       | 1      |

Ilija Nikić, membre de l'Union démocratique croate 1990 (HDZ 1990), a été élu maire de la municipalité.